# Augochlora cylix
Augochlora cylix là một loài Hymenoptera trong họ Halictidae. Loài này được Vachal mô tả khoa học năm 1911.